# RMS Saxonia (1899)
El RMS Saxonia fue un transatlántico británico operado por la Cunard Line y construido por los astilleros de John Brown & Company en Clydebank (Escocia).

## Historia
Fue botado al mar el 16 de diciembre de 1899 y realizó su viaje inaugural el 22 de mayo de 1900, siendo el mayor barco de la empresa en tonelaje hasta entonces. El Saxonia fue diseñado para transportar tanto pasajeros como carga, poseyendo grandes espacios de almacenamiento que limitaban las áreas destinadas al servicio comercial.
El buque sirvió en la ruta Liverpool hacia Boston desde su viaje inaugural hasta 1911, cuando fue transferido al servicio en el mar Mediterráneo desde Boston hacia Trieste (Italia). Sus acomodaciones fueron modificadas al año siguiente con el fin de permitir que el Saxonia transportase solo pasajeros de segunda y tercera clase. El buque permaneció en esa ruta hasta el inicio de la Primera Guerra Mundial, cuando fue requisado por la Marina Real Británica. En agosto de 1914 fue usado como transporte de tropas, sin embargo sólo para un viaje, siendo en seguida atracado en el río Támesis y utilizado como acomodación para prisioneros de guerra alemanes. El Saxonia volvió a transportar tropas en marzo de 1915, desempeñando esa función hasta el final de la guerra en 1918. El Saxonia fue el único sobreviviente de su clase, ya que el SS Ivernia y el RMS Carpathia fueron hundidos por submarinos alemanes en 1917 y en 1918 respectivamente.
El barco volvió al servicio comercial en 1919 y al año siguiente pasó por una gran reforma, que incluyó la disminución de la altura de su chimenea y la transformación de las acomodaciones de pasajeros. Todas las modificaciones acabaron por disminuir su tonelaje total y el número de pasajeros que podía transportar. El Saxonia fue puesto en servicio entre Londres y Nueva York, con una parada adicional en Hamburgo siendo añadida algunos años después. En 1925 fue considerado viejo y obsoleto para continuar activo, siendo dado de baja y vendido a la compañía neerlandesa Hendrik Ido Ambacht para ser desguazado en ese mismo año.